# Johannes Otto Kehr
Johannes Otto Kehr (Waltershausen, 27 aprile 1862 – Berlino, 20 maggio 1916) è stato un chirurgo tedesco.

## Biografia
Operò come chirurgo in una clinica da lui stesso fondata a Halberstadt, dedicandosi soprattutto alle patologie delle vie biliari. Nel 1910 fu nominato "consigliere per la Sanità" a Berlino. Morì di sepsi nella stessa città durante la prima guerra mondiale.

## Opere
- Die chirurgische Behandlung der Gallensteinkrankheit. Berlino, 1896
- Die in meiner Klinik geübte Technik der Gallensteinoperationen. Monaco, 1905
- Die Praxis der Gallenwege-Chirurgie in Wort und Bild. 2 volumi, Monaco, 1913
- Chirurgie der Gallenwege. Stoccarda, 1913